# Лорен Капеллуто
Лоре́н (Лора́н) Капеллу́то (фр. Laurent Capelluto; нар. 16 березня 1971, Кіншаса, Заїр) — бельгійський актор. Лауреат (2014) та неодноразовий номінант бельгійської національної кінопремії «Магрітт» .

## Біографія
Лорен Капеллуто народився 16 березня 1971 року в Заїрі (зараз Демократична Республіка Конго) в родині італійців; виріс у Брюсселі. Там же вивчав медицину та навчався в інженерній школі, перш ніж перейти до навчання драматичному мистецтву в Брюссельській королівської консерваторії в класі П'єра Лароша. Акторську кар'єру Капеллуто почав на сцені Національного театру Бельгії, а згодом увійшов до трупи театру Нескінченність (фр. Infini Théâtre), де працює на постійній основі.
У кіно Лорен Капеллуто дебютував у 1999 році, знявшись відтоді майже у 50-ти кіно-, телефільмах та серіалах. За роль у французькому фільмі Арно Деплешена «Різдвяна казка» (2008) був номінований на кінопремію «Сезар» 2009 року як найперспективніший молодий актор, почавши кінокар'єру у французькому кіно. У 2011 році Капеллуто вперше був номінований на здобуття бельгійської національної кінопремії «Магрітт» як найкращий актор другого плану за роботу у фільмі «Агент 117: Місія в Ріо». У 2014-му Капеллуто отримав нагороду у цій категорії за роль у стрічці «Час пригод».
У 2015 році Лорен Капеллуто знався у французькому трилері «Справедливість або хаос», за роль у якому отримав четверту номінацію за найкращу роль другого плану премії «Магрітт» 2016 року.

## Фільмографія (вибіркова)
| Рік  |    | Українська назва           | Оригінальна назва               | Роль                         |
| ---- | -- | -------------------------- | ------------------------------- | ---------------------------- |
| 2003 | ф  | Танго Рашевського          | Le tango des Rashevski          | рабин Елі                    |
| 2003 | тф |                            | L'adorable femme des neiges     | доктор Шарре                 |
| 2004 | ф  | Кругом одні убивці         | Pour le plaisir                 | колега бойовиків             |
| 2005 | ф  | Колір слів                 | La couleur des mots             | сліпий                       |
| 2007 | ф  | Маки                       | Coquelicots                     | Фабріс                       |
| 2008 | ф  | Різдвяна казка             | Un conte de Noël                | Симон                        |
| 2009 | ф  | Для сина                   | Pour un fils                    | П'єр                         |
| 2009 | ф  | Агент 117: Місія в Ріо     | OSS 117: Rio ne répond plus     | Катнер                       |
| 2009 | ф  | Велике життя               | La grande vie                   | Грегуар Спілмен              |
| 2009 | ф  | Пан Ніхто                  | Mr. Nobody                      | людина в чорному             |
| 2010 | ф  | Симон Вернер зник...       | Simon Werner a disparu...       | Ів, футбольний тренер        |
| 2010 | кф | Синя година                | L'heure bleue                   | Людина з червоними скельцями |
| 2010 | ф  | Митниця дає добро          | Rien à déclarer                 | росіянин                     |
| 2011 | ф  | Опівнічний дозвіл          | La permission de minuit         | Гарольд                      |
| 2011 | ф  | Погана схильність          | Où va la nuit                   | Дені                         |
| 2011 | ф  | Вона не плаче, вона співає | Elle ne pleure pas, elle chante | Жером                        |
| 2011 | ф  | Єдиний син                 | Fils unique                     | Вінсент                      |
| 2012 | ф  | Галопом                    | Au galop                        | Крістіан                     |
| 2012 | ф  | Кохання                    | Amour                           | перший офіцер поліції        |
| 2012 | ф  | Операція «Визволення»      | Operation Libertad              | Гай                          |
| 2012 | ф  | Три світи                  | Trois mondes                    | Фридерик                     |
| 2012 | ф  | Мої дрібні вчинки          | Je me suis fait tout petit      | Симон                        |
| 2012 | с  | На заклик скорботи         | Les Revenants                   | командувач                   |
| 2013 | ф  | Час пригод                 | Le temps de l'aventure          | Олів'є                       |
| 2013 | ф  | Домашнє життя              | La vie domestique               | Матьє                        |
| 2013 | ф  | Я закопаю тебе             | Je te survivrai                 | Дардан                       |
| 2014 | кф | Маленька людина            | Un petit d'homme                | Антуан                       |
| 2014 | ф  | Справедливість або хаос    | L'enquête                       | Імад Лахуд                   |
| 2015 | ф  | Я — солдат                 | Je suis un soldat               | П'єр                         |
| 2015 | ф  | Я увесь твій               | Je suis à vous tout de suite    | лікар Поль Мартінс           |
| 2015 | ф  | Цунамі                     | Tsunami                         | Жорж                         |
| 2016 | ф  | Не кажи їй                 | Faut pas lui dire               | Данієль Кантарян             |

## Визнання
| Рік                                           | Категорія                     | Фільм                   | Результат |
| --------------------------------------------- | ----------------------------- | ----------------------- | --------- |
| Премія «Сезар»                                |                               |                         |           |
| 2009                                          | Найперспективніший актор      | Різдвяна казка          | Номінація |
| Міжнародний кінофестиваль Мангейм-Гайдельберг |                               |                         |           |
| 2011                                          | Спеціальна згадка             | Єдиний син              | Перемога  |
| Премія Магрітт                                |                               |                         |           |
| 2011                                          | Найкращий актор другого плану | Агент 117: Місія в Ріо  | Номінація |
| 2012                                          | Найкращий актор другого плану | Погана схильність       | Номінація |
| 2014                                          | Найкращий актор другого плану | Час пригод              | Перемога  |
| 2016                                          | Найкращий актор другого плану | Справедливість або хаос | Перемога  |
| 2017                                          | Найкращий актор другого плану | Я — солдат              | Номінація |
| 2018                                          | Найкращий актор другого плану | Не кажи їй              | Номінація |